# Saint-Georges (Tarn-et-Garonne)
Saint-Georges (okzitanisch: Sent Jòrdi) ist eine französische Gemeinde mit 271 Einwohnern (Stand: 1. Januar 2022) im Département Tarn-et-Garonne in der Region Okzitanien. Saint-Georges gehört zum Arrondissement Montauban und zum Kanton Quercy-Rouergue (bis 2015: Kanton Caussade). Die Einwohner werden Saint-Georgeois genannt.

## Geographie
Saint-Georges liegt etwa 25 Kilometer nordöstlich von Montauban im Quercy. Umgeben wird Saint-Georges von den Nachbargemeinden Puylaroque im Norden, Lavaurette im Osten, Septfonds im Süden und Südwesten sowie Cayriech im Westen.

## Bevölkerungsentwicklung
| 1962                      | 1968 | 1975 | 1982 | 1990 | 1999 | 2006 | 2013 |
| ------------------------- | ---- | ---- | ---- | ---- | ---- | ---- | ---- |
| 150                       | 137  | 127  | 127  | 149  | 133  | 149  | 246  |
| Quelle: Cassini und INSEE |      |      |      |      |      |      |      |

## Sehenswürdigkeiten
- Kirche